# Convolvulus vidalii
Convolvulus vidalii är en vindeväxtart som beskrevs av Carlos Pau. Convolvulus vidalii ingår i släktet vindor, och familjen vindeväxter. Inga underarter finns listade i Catalogue of Life.